# Ronny Trocker
Pour les articles homonymes, voir Trocker.
Ronny Trocker, né en 1978 à Bolzano (Italie), est un réalisateur et scénariste italien.

## Biographie
Ronny Trocker naît à Bolzano (Bozen) en 1978. Il travaille d'abord comme ingénieur du son sur divers projets théâtraux et musicaux à Berlin. En 2004, il s'installe en Argentine, où il étudie à l'Universidad del Cine à Buenos Aires. De retour en Europe, il étudie à partir de 2012 au Fresnoy-Studio National des Arts contemporains de Tourcoing, une école d'art spécialisée dans les médias audiovisuels.
Le premier long métrage de Trocker, Die Einsiedler (de), connait sa première mondiale en 2016 au Festival du film de Venise, où le film est présenté dans la section Orizzonti. L'histoire du film est celle d'un fils d'un paysan de montagne introverti qui a du mal à trouver son chemin entre la vie solitaire à la ferme avec sa mère et la vie trépidante de la vallée. Trocker s'est appuyé sur la juxtaposition des univers dans lesquels évoluent les personnages, comme le travail manuel en montagne d'une part et le travail mécanique en vallée d'autre part. Les contrastes s'expriment également sur le plan visuel, par exemple dans le jeu de couleurs.
Le deuxième long métrage du réalisateur sud-tyrolien, Der menschliche Faktor, est présenté pour la première fois au Sundance Film Festival en janvier 2021,,. Une première projection en Allemagne a lieu en juin 2021 dans le cadre du Festival international du film de Berlin dans la section « Panorama ».
Trocker vit et travaille à Bruxelles, mais aussi à Berlin et Paris,.

## Filmographie partielle

### Au cinéma
Films de court métrage
- 2007 : Amor Precario
- 2012 : Eiszeit
- 2014 : Gli immacolati  (documentaire)
- 2016 : Sommer

Films de long métrage
- 2012 : Grenzland – Terra di Confine  (documentaire)
- 2016 : Die Einsiedler (de)
- 2021 : Der menschliche Faktor (Hors Saison)

## Récompenses et distinctions (sélection)
- Festival international du film de Chicago 2014 : Médaille d'argent dans la catégorie Best Narrative/Live Action Short (Gli immacolati)
- Prix du cinéma européen 2017 : Nomination pour le meilleur film débutant (Discovery of the Year) (Die Einsiedler (de))
- Fünf Seen Filmfestival 2017 : Obtention du Grand Prix (Die Einsiedler)[9]
- Festival international du film de Berlin : 2016 : Nomination du meilleur court métrage pour l'Ours d'or (Sommer)
- Festival international du film de Venise : 2016 : Nomination du Meilleur Film pour le Prix Horizons de Venise (Die Einsiedler)
- Festival du film de Sundance : 2021 : Nomination pour le Grand Prix du Jury de la Compétition Dramatique des Cinémas du Monde (Der menschliche Faktor)